# أدريانا فونسيكا
ولدت أدريانا فونسيكا كاستيانوس بتاريخ (16 مارس 1979 في فيراكروز بالمكسيك)٬ وهي ممثلة وراقصة مكسيكية. ٱكتسبت شهرتها فضلا عن أدوارها العديدة في المسلسلات اللاتينية٬ أهمها مسلسل المخادعة بدور فيرونيكا سوريانو عام (1998) ومسلسل روزاليندا بدور لوسي بيريز روميرو عام (1999)٬ كما تألقت مؤخرا بدور البطولة الرئيسية آنخيلا فالديز في مسلسل القلب الشجاع عام (2012).

## روابط خارجية
- أدريانا فونسيكا على موقع IMDb (الإنجليزية)
- أدريانا فونسيكا على موقع أول موفي (الإنجليزية)
- أدريانا فونسيكا على موقع قاعدة بيانات الفيلم (الإنجليزية)